# Iraia Iturregi
Iraia Iturregi Sustatxa (Bilbao, Vizcaya, 24 de abril de 1985) es una exfutbolista española y entrenadora. Hasta 2023 era la entrenadora del Athletic Club de la Primera División Femenina de España.
Con tan solo 12 años comenzó a jugar en el CD Sondika, y en el año 2000 ingresa en las filas del Leioa EFT con el que ganó una Liga Regional y una Liga Nacional.
El Leioa EFT se integró en el organigrama del Athletic Club y se creó así el Athletic Club femenino, donde Iraia debutó el 6 de octubre de 2002 ante el Torrejón, al que ganaron por 7-1.
Iraia fue la primera jugadora de la historia en cumplir 100 partidos con el Athletic. Además, capitaneó la selección sub-19 cuando se proclamó campeona de Europa en 2004, marcando además el gol de la victoria en la final. El 2 de octubre de 2004 debutó con la Selección femenina de fútbol de España, en total Iraia ha disputado con La Roja 11 partidos.
Ha jugado también en Estados Unidos, con el equipo de la Florida State University en la división I de la NCAA, hasta que posteriormente regresó al Athletic en la temporada 2007/2008 antes de que finalizara su beca de dos años.
Iraia se retiró del fútbol en 2017, tras haber jugado 400 partidos con el Athletic y anotado 64 goles entre liga, copa y UEFA. En su palmarés se cuentan cuatro títulos de liga conseguidos en las temporadas 2002/03, 2003/04, 2004/05 y 2015/16, tres subcampeonatos en 2011/12, 2012/13 y 2013/14, y también dos subcampeonatos de la Copa de la Reina en las ediciones 2012 y 2014.
En 2021 es nombrada nueva entrenadora del Athletic Club en sustitución de Ángel Villacampa, tras haber entrenado dos temporadas al equipo filial. En 2023 deja de entrenar al equipo femenino para ser segunda entrenadora del Club Deportivo Basconia, equipo filial masculino del Athletic Club.
En 2025 pasa a ser segunda entrenadora de la Selección femenina de fútbol de España absoluta, junto con Sonia Bermúdez Tribano.